# Felipe Cohen
Felipe Cohen (São Paulo, 5 de outubro de 1976) é um desenhista e escultor brasileiro. Formado em desenho e escultura pela Fundação Armando Alvares Penteado, Cohen foi indicado ao Prêmio PIPA por quatro vezes e, em 2011, foi finalista do Prêmio CNI SESI Marcantonio Vilaça. Em 2016, recebeu em Madri o Prêmio illy SustainArt; em 2007, o Prêmio Atos Visuais, da Fundação Nacional de Artes e, em 2006, o Prêmio Fiat Mostra Brasil. Suas obras estão presentes em coleções como a Pinacoteca do Estado de São Paulo, o Museu de Arte Moderna de São Paulo e o Museu de Arte do Rio de Janeiro. Participou de exposições na Bienal do Mercosul, no Museu de Arte Contemporânea de Lyon e no  Museu de Arte Contemporânea de Scottsdale.

## Obra

Série Luz Partida #20, 2016. Pintura sobre madeira 55 x 49 cm.

A obra de Cohen é marcada por "conflitos e tensões", seja "entre materiais nobres e cotidianos, entre as noções de limite e expansão, continente e conteúdo, tradição e modernidade", trazendo na forma símbolos e reflexões para questões existenciais. Assim, partindo de construções "quase mínimas", suas obras apontam para visões inusitadas, "procurando ressignificar materiais, fenômenos do cotidiano e os gêneros da história da arte". Segundo Douglas de Freitas, há "um interesse do artista em uma ‘matéria fantasma’, onde um objeto perde sua fisicalidade por um artifício do trabalho, ou uma matéria sem corpo, como a luz ou a sombra, ganha massa, perdendo sua leveza e mobilidade. Nessa inversão, se configura uma quase ausência, nunca se tem esse objeto ou matéria em sua totalidade, há sempre uma perda".